# Amance (Meurthe-et-Moselle)
Amance település Franciaországban, Meurthe-et-Moselle megyében. Lakosainak száma 361 fő (2022. január 1.). Amance Bey-sur-Seille, Bouxières-aux-Chênes, Brin-sur-Seille, Champenoux, Laître-sous-Amance, Laneuvelotte és Mazerulles községekkel határos.

## Népesség
A település népességének változása:
| Lakosok száma | 304  | 329  | 312  | 328  | 333  | 333  | 340  | 350  | 354  | 361  |
|               | 1968 | 1982 | 1990 | 2006 | 2013 | 2015 | 2017 | 2019 | 2020 | 2022 |